# Real Casa da Moeda Norueguesa
A Real Casa da Moeda Norueguesa (Den Kongelige Mynt) é uma casa da moeda na Noruega responsável pela produção de moedas de coroa norueguesa. Fundada em 1686 como parte da Kongsberg Silverworks, a casa da moeda foi adquirida pelo Banco Central da Noruega em 1962 e posteriormente incorporada em 2001 em uma empresa privada, sendo o Banco Central da Noruega permanecendo o único proprietário e acionista. A empresa foi renomeada "Det Norske Myntverket" (A Casa da Moeda Norueguesa). Em 2003, o Banco Central vendeu a totalidade da sua participação, 50% à Samlerhuset AS e 50% à Casa da Moeda da Finlândia.
O símbolo da casa é um martelo cruzado com a picareta. 